# Condado de Chambers (Alabama)
El condado de Chambers (en inglés: Chambers County) es un condado del estado estadounidense de Alabama que fue fundado en 1832 y se le llamó Chambers en honor al senador Henry H. Chambers. En el año 2000 tenía una población de 36.583 habitantes con una densidad de población de 11 personas por km². La sede del condado es Lafayette aunque la ciudad más grande es Valley.

## Geografía
Según la oficina del censo el condado tiene una superficie total de 1562 km² (603,1 mi²), de los que 1546 km² (596,9111969112 mi²) son tierra y 16 km² (6,2 mi²) (0,98%) son agua.

### Condados adyacentes
- Condado de Randolph - norte
- Condado de Troup - este
- Condado de Harris - sureste
- Condado de Lee - sur
- Condado de Tallapoosa - oeste

### Principales carreteras y autopistas
- Interestatal 85
- U.S. Autopista 29
- U.S. Autopista 280
- U.S. Autopista 431
- Carretera estatal 50
- Carretera estatal 77

## Demografía
Según el 2000 la renta per cápita media de los habitantes del condado era de 29.667 dólares y el ingreso medio de una familia era de 36.598 dólares. En el año 2000 los hombres tenían unos ingresos anuales 28.771 dólares frente a los 21.159 dólares que percibían las mujeres. El ingreso por habitante era de 15.147 dólares y alrededor de un 17,00% de la población estaba bajo el umbral de pobreza nacional.

## Ciudades y pueblos
- Abanda
- Cusseta
- Five Points
- Huguley
- Lanett
- Lafayette
- Oak Bowery
- Valley
- Waverly (de modo parcial)